# Illésházy Miklós
illésházai gróf Illésházy Miklós (1653 – 1723) kancellár, származása révén Liptó és Trencsén vármegyék örökös főispánja.

## Élete
A főnemesi Illésházai Illésházy család sarja. Illésházai báró Illésházy Ferenc és ákosházai Sárkány Erzsébet gyermeke. Apai nagyszülei illésházai Illésházy Tamás, Pozsony vármegye alispánja, és az őrégi és tekintélyes zalai csébi Pogány család sarja csébi Pogány Anna úrnő voltak; Pogány Anna pedig, csébi Pogány Péter, és szerdahelyi Dersfi Erzsébet lánya volt.
Apja halála után nagybátyja, Illésházy György nevelte és Bécsben a császárnak örököseként mutatta be. Szintén György volt az, aki kieszközölte, hogy 1678-ban Illésházy Miklós egész ágazata grófságot nyert. Később azonban nagybátyja Thököly pártjára állt, ő viszont a császár híve maradt, megnyitotta Trencsén várának kapuit a császári hadak előtt és Bécsbe ment, ahol 1684-ben I. Lipót király kinevezte Liptó- és Trencsén vármegye örökös főispánjává, majd az összes Illésházy családi birtok örökösévé tette. 1687-ben a határvizsgáló országos küldöttség tagja, 1706-tól kancellár volt. Előbbi minőségében ő írta alá a Pragmatica sanctiót, lehetővé téve ezzel Mária Terézia öröklését a trónon.

## Kapcsolódó szócikk
- Illésházy család

1. 1 2  „Illésházy, Nikolaus Graf” (német nyelven). Biographisches Lexikon des Kaiserthums Oesterreich 10, 193. o.